# 500 Millas de Indianápolis de 1954
La Edición 38° de las 500 millas de Indianapolis se celebró como siempre en el Indianapolis Motor Speedway el lunes 31 de mayo de 1954. El evento fue parte tanto para el Campeonato Nacional de la AAA, como por quinta vez para el campeonato mundial de Fórmula 1-
El SerbioEstadounidense Bill Vukovich ganó su segunda Indy 500 de manera consecutiva. Vukovich murió al año siguiente tratando de ganar su tercera Indy 500 consecutiva.

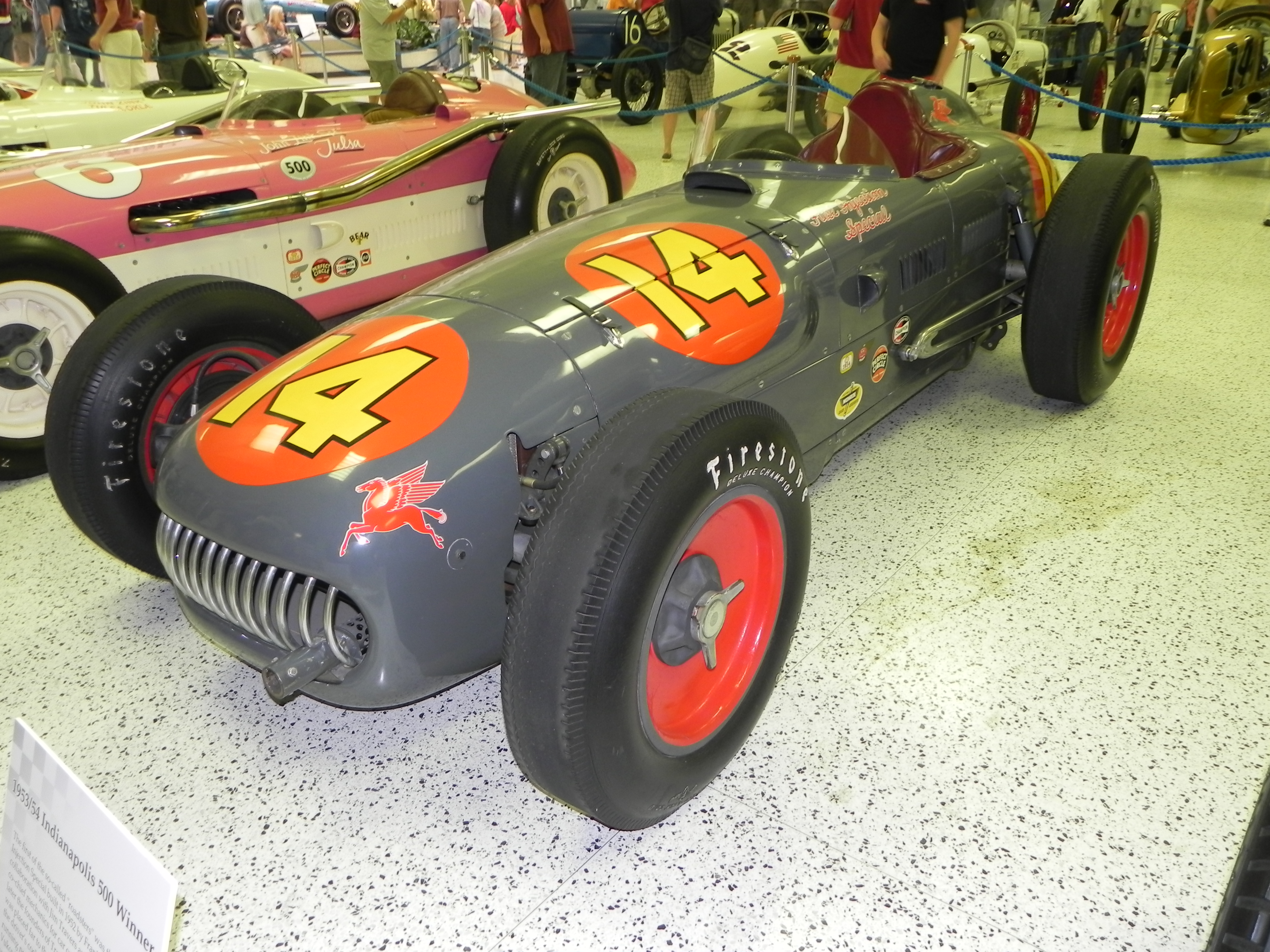
Coche ganador de la Indy 500 de 1954.

## Programación Clasificaciones y Entrenamientos
Las pruebas de clasificaciones y entrenamientos se programaron para los siguientes cuatro días:
- Sábado 15 de mayo - Pole Day y Clasificaciones y entrenamientos Día 1
- Domingo 16 de mayo - Clasificaciones y entrenamientos Día 2
- Sábado 22 de mayo - Clasificaciones y entrenamientos Día 3
- Domingo 23 de mayo - Clasificaciones y entrenamientos Día 4

## Carrera
| Pos. Final | Pos. Inicial | Dorsal | Piloto                                                       | Equipo/Fabricante        | Vueltas | Registro/Suceso      | Puntos Fórmula 1 |
| ---------- | ------------ | ------ | ------------------------------------------------------------ | ------------------------ | ------- | -------------------- | ---------------- |
| 1          | 19           | 14     | Bill Vukovich                                                | Kurtis Kraft-Offenhauser | 200     | 3:49:17.27           | 8                |
| 2          | 3            | 9      | Jimmy Bryan                                                  | Kuzma-Offenhauser        | 200     | + 1:09.95            | 6                |
| 3          | 1            | 2      | Jack McGrath                                                 | Kurtis Kraft-Offenhauser | 200     | + 1:19.73            | 4+1              |
| 4          | 11           | 34     | Troy Ruttman Duane Carter                                    | Kurtis Kraft-Offenhauser | 200     | + 2:52.68            | 1.5              |
| 5          | 14           | 73     | Mike Nazaruk                                                 | Kurtis Kraft-Offenhauser | 200     | + 3:24.55            | 2                |
| 6          | 24           | 77     | Fred Agabashian                                              | Kurtis Kraft-Offenhauser | 200     | + 3:47.55            |                  |
| 7          | 6            | 7      | Don Freeland                                                 | Phillips-Offenhauser     | 200     | + 4:13.35            |                  |
| 8          | 32           | 5      | Paul Russo Jerry Hoyt                                        | Kurtis Kraft-Offenhauser | 200     | + 5:01.17            |                  |
| 9          | 25           | 28     | Larry Crockett                                               | Kurtis Kraft-Offenhauser | 200     | + 7:07.24            |                  |
| 10         | 13           | 24     | Cal Niday                                                    | Stevens-Offenhauser      | 200     | + 7:07.69            |                  |
| 11         | 27           | 45     | Art Cross Johnnie Parsons Sam Hanks Andy Linden Jimmy Davies | Kurtis Kraft-Offenhauser | 200     | + 8:22.19            |                  |
| 12         | 5            | 98     | Chuck Stevenson Walt Faulkner                                | Kuzma-Offenhauser        | 199     | + 1 Lap              |                  |
| 13         | 22           | 88     | Manny Ayulo                                                  | Kuzma-Offenhauser        | 197     | + 3 Laps             |                  |
| 14         | 9            | 17     | Bob Sweikert                                                 | Kurtis Kraft-Offenhauser | 197     | + 3 Laps             |                  |
| 15         | 8            | 16     | Duane Carter Marshall Teague Jimmy Jackson Tony Bettenhausen | Kurtis Kraft-Offenhauser | 196     | + 4 Laps             |                  |
| 16         | 20           | 32     | Ernie McCoy                                                  | Kurtis Kraft-Offenhauser | 194     | + 6 Laps             |                  |
| 17         | 7            | 25     | Jimmy Reece                                                  | Pankratz-Offenhauser     | 194     | + 6 Laps             |                  |
| 18         | 31           | 27     | Ed Elisian Bob Scott                                         | Stevens-Offenhauser      | 193     | + 7 Laps             |                  |
| 19         | 33           | 71     | Frank Armi George Fonder                                     | Kurtis Kraft-Offenhauser | 193     | + 7 Laps             |                  |
| Ret        | 10           | 1      | Sam Hanks Jimmy Davies Jim Rathmann                          | Kurtis Kraft-Offenhauser | 191     | Salida de pista      |                  |
| Ret        | 12           | 35     | Pat O'Connor                                                 | Kurtis Kraft-Offenhauser | 181     | Salida de pista      |                  |
| Ret        | 16           | 12     | Rodger Ward Eddie Johnson                                    | Pawl-Offenhauser         | 172     | Retirada             |                  |
| Ret        | 17           | 31     | Gene Hartley Marshall Teague                                 | Kurtis Kraft-Offenhauser | 168     | Embrague             |                  |
| Ret        | 4            | 43     | Johnny Thomson Andy Linden Jimmy Daywalt                     | Nichels-Offenhauser      | 165     | Retirada             |                  |
| Ret        | 23           | 74     | Andy Linden Bob Scott                                        | Schroeder-Offenhauser    | 165     | Suspensión           |                  |
| Ret        | 30           | 99     | Jerry Hoyt                                                   | Kurtis Kraft-Offenhauser | 130     | Motor                |                  |
| Ret        | 2            | 19     | Jimmy Daywalt                                                | Kurtis Kraft-Offenhauser | 111     | Accidente            |                  |
| Ret        | 28           | 38     | Jim Rathmann Pat Flaherty                                    | Kurtis Kraft-Offenhauser | 110     | Accidente            |                  |
| Ret        | 21           | 10     | Tony Bettenhausen                                            | Kurtis Kraft-Offenhauser | 105     | Rodamiento           |                  |
| Ret        | 29           | 65     | Spider Webb Danny Kladis                                     | Bromme-Offenhauser       | 104     | Bomba de combustible |                  |
| Ret        | 26           | 33     | Len Duncan George Fonder                                     | Schroeder-Offenhauser    | 101     | Frenos               |                  |
| Ret        | 15           | 15     | Johnnie Parsons                                              | Kurtis Kraft-Offenhauser | 79      | Motor                |                  |
| Ret        | 18           | 51     | Bill Homeier                                                 | Kurtis Kraft-Offenhauser | 74      | Accidente            |                  |

## Resultado Final
| Piloto Ganador | Fabricante Ganador         | Promedio de Velocidad de competencia | Pole Position | Mayor Número de vueltas registradas como Líder |
| -------------- | -------------------------- | ------------------------------------ | ------------- | ---------------------------------------------- |
| Bill Vukovich  | Kurtis Kraft - Offenhauser | 210.567 km/h (130.840 mph)           | Jack McGrath  | Bill Vukovich (90/200) vueltas                 |

### Obras Citadas
- Indianapolis 500 History: Race & All-Time Stats - Official Site
- 1954 Indianapolis 500 at RacingReference.info (Relief driver statistics)